# Varronia bonplandii
Varronia bonplandii är en strävbladig växtart som beskrevs av Nicaise Auguste Desvaux. Varronia bonplandii ingår i släktet Varronia och familjen strävbladiga växter. Inga underarter finns listade i Catalogue of Life.